# 朝間義隆
朝間 義隆（あさま よしたか、1940年6月29日 - ）は、日本の脚本家、映画監督。宮城県仙台市出身、神奈川県鎌倉市在住。山田洋次監督との共作で知られる。

## 経歴・人物
1965年、上智大学文学部英文学科を卒業。
松竹大船撮影所演出助手室に入社。山田洋次に師事し、『男はつらいよ』シリーズや『遙かなる山の呼び声』、『同胞』など山田監督作品の脚本を共同で手がける。『幸福の黄色いハンカチ』では第1回日本アカデミー賞最優秀脚本賞、第51回キネマ旬報賞脚本賞受賞。
1979年、街で働く若者たちが第九交響曲を一緒に歌うまでのドラマを描いた『俺たちの交響楽』により監督デビュー。1980年に松竹を退社し、以後契約監督。1996年、フリーに。
脚本家として山田洋次監督作品の多くを共同執筆しているほか、『釣りバカ日誌』シリーズにもかかわり、松竹の誇るヒットメーカーである。『たそがれ清兵衛』で、第26回日本アカデミー賞最優秀脚本賞、第76回キネマ旬報賞脚本賞を受けた。
庶民の織り成すほのぼのとしたドラマを、やさしい視線で描いた作品を次々と世に送り出す。

## 監督作品
- 俺たちの交響楽（1979年）
- 思えば遠くへ来たもんだ（1980年）
- 俺とあいつの物語（1981年）
- えきすとら（1982年）
- ときめき海岸物語（1984年）
- 二十四の瞳（1987年）
- 椿姫（1988年）
- スペインからの手紙 ベンポスタの子どもたち（1993年）

## 著書
- 『スペインからの手紙 ベンポスタの子どもたち』（1993年、メディアパル）
- 『シナリオをつくる』（1994年、筑摩書房）※山田洋次共著

## 受賞
- 日本アカデミー賞
  - 最優秀脚本賞（1978年・1980年・1994年・2003年）
  - 優秀脚本賞（1989年[2]・1992年・1997年・2005年）
- 毎日映画コンクール脚本賞（1973年・1974年・1977年）
- キネマ旬報賞脚本賞（1978年・2003年）